# Leah Marville
Leah Janine Marville (Saint James, 13 novembre 1985) è una modella barbadiana, vincitrice del titolo di Miss Mondo Barbados nel 2009 e concorrente per il titolo di Miss Mondo 2009. Pur non vincendo il titolo, la Marville ha comunque ottenuto il riconoscimento di Regina Continentale dei Caraibi.
Nata e cresciuta a Saint James Marville ha iniziato la propria carriera di modella dopo essere stata notata alla settimana della moda di Barbados nel 2006 da Dwight Peters. Marville è stata quindi spinta a partecipare al concorso di bellezza Fashion Face of the Caribbean in Giamaica, dove ottiene la terza posizione. Raccomandata da alcuni talent scout di modelle, della Elite Model Management e della MC2), la modella viene inviata a New York per sviluppare il suo portfolio. Ottiene quindi un contratto con l'agenzia di moda sudafricana  Base Model Management
, con l'agenzia tedesca East West Models. e con l'agenzia statunitense RED model management di New York.
Nominata come "La donna vivente più sexy" nel 2009 dal sito web Global Beauties, Leah è stata scelta come uno dei nuovi volti del canale televisivo Centric, ed è la conduttrice della trasmissione sulla moda e sul lifestyle caraibico Splash.